# Michael Biegler
Michael „Beagle“ Biegler (* 5. April 1961 in Leichlingen oder Leverkusen-Opladen; zwischenzeitlich: Michael Biegler-Wirtz) ist ein ehemaliger deutscher Handballspieler und heutiger -trainer.

## Werdegang
Noch als Sportstudent begann Michael Biegler seine Trainerkarriere 1984 als B-Jugendtrainer beim TuS Königsdorf, wo er außerdem zwei Jahre Handball in der Verbandsliga Mittelrhein spielte. 1985, unterdessen Diplom-Sportlehrer, ging er als Trainer zum LTV Wuppertal. 1989 wechselte er für eine Spielzeit zu OSC Dortmund und anschließend zu TSV Bayer Dormagen. Dort blieb er bis zu seinem Wechsel 1994 zum VfL Gummersbach, den er bis 1997 trainierte. Danach war er Übungsleiter bei GWD Minden bis zur Saison 1998/99, wo er während der laufenden Saison entlassen und durch Alexander Rymanow ersetzt wurde.
Während der Saison 1999/2000 übernahm er das Traineramt der SG Hameln, mit der er den Aufstieg in die erste Handball-Bundesliga schaffte. Dort kündigte er trotz guten Saisonstarts nach elf Spieltagen.
Von 2000 bis 2002 trainierte er die TSG Friesenheim. Anschließend wurde er unter Christian Fitzek Co-Trainer bei Frisch Auf Göppingen. Als er dann 2003 das Angebot vom abstiegsgefährdeten Wilhelmshavener HV bekam, nutzte er eine entsprechende Ausstiegsklausel seines Vertrages und wechselte im November des Jahres zum WHV. Am 16. Januar 2008 wurde er von seinen Aufgaben beim WHV entbunden und übernahm zum 29. Januar 2008 den Posten als Cheftrainer beim SC Magdeburg. Zum 1. Januar 2010 wechselte Biegler als Cheftrainer zum TV Großwallstadt. Biegler hatte bereits im Sommer 2009 einen ab dem 1. Juli 2010 gültigen Vertrag in Großwallstadt unterschrieben. Da der SCM einen schnellen Neuanfang plante, einigten sich beide Parteien auf eine vorzeitige Trennung. Am 30. November 2010 trennte sich Großwallstadt wieder von Biegler.
Seit 1. Oktober 2012 war Biegler Trainer der polnischen Nationalmannschaft als Nachfolger von Bogdan Wenta. Ab dem 6. Mai 2013 trainierte er zusätzlich den Zweitligisten SC DHfK Leipzig; das Engagement endete mit Ablauf der Saison 2012/13. Am 1. Juli 2015 übernahm Biegler das Traineramt beim HSV Hamburg. Nach der Insolvenz des HSV Hamburg im Januar 2016 übernahm Biegler ein bis zum 31. August 2016 befristetes Entwicklungshilfeprojekt in Uganda. Nach dem Ausscheiden der polnischen Nationalmannschaft bei der Handball-Europameisterschaft 2016 hat Biegler im Januar 2016 seinen Rücktritt als Nationaltrainer erklärt. Seit April 2016 trainierte er die deutsche Frauen-Nationalmannschaft. Vom 1. Januar 2018 bis zum 1. Oktober 2018 trainierte er den Bundesligisten SC DHfK Leipzig Handball. Nachdem der Trainer Robert Nijdam im Dezember 2019 Bayer Leverkusen verlassen hatte, übernahm er gemeinsam mit Renate Wolf und Andreas Thiel das Traineramt. Ab Juli 2020 bis November 2020 war er alleinverantwortlicher Trainer von Bayer 04. Seit August 2021 gehört er zum Trainerstab der Ukraine, wo er "die Arbeit von Organisation und Management des Nationalteams der Ukraine in verschiedenen Altersgruppen" verbessern soll. Knapp einen Monat später wurde Biegler vom ukrainischen Handballverband offiziell als Nationaltrainer vorgestellt. Nach der Europameisterschaft 2022 verlor er das Traineramt in der Ukraine. Im April 2022 übernahm Biegler das Traineramt der Eulen Ludwigshafen, Ende Mai 2022 trennte sich der Verein von ihm. Im Sommer 2023 übernahm er ein weiteres Mal den Bundesligisten Bayer Leverkusen. Ab der Saison 2024/25 wird er zusätzlich die 2. Damenmannschaft trainieren.
Von 1993 bis 1996 war Biegler Co-Trainer der deutschen Männer-Nationalmannschaft.
Biegler ist auch ein gefragter Torwarttrainer; so wurde er 2003 vom brasilianischen Handballverband eingeladen, die brasilianischen Nationaltorhüter für die panamerikanischen Handballmeisterschaften zu trainieren.